# Malaguti
Malaguti SpA – włoska firma zajmująca się produkcją skuterów i motorowerów. Została założona w Bolonii w 1930 roku przez Antonino Malaguti.

## Historia
W latach 30. XX wieku Antonino Malaguti założył małą fabrykę rowerów przeznaczonych głównie do sportu kolarskiego. Po drugiej wojnie światowej firma rozpoczęła produkcję motorowerów, które szybko stały się podstawową działalnością firmy. W 1960 roku fabryka została przeniesiona do leżącego pod Bolonią San Lazzaro. Pod koniec 2011 roku ze względu na słabą kondycję finansową firma ogłosiła upadłość i postanowiła wygasić produkcję, jednak w grudniu 2012 roku została reaktywowana. Aktualnie koncentruje się na szkoleniach, serwisowaniu i dostawie części zamiennych dla wcześniej produkowanych modeli.